# Krnsko (zámek)
Krnsko je zámek v Horním Krnsku jihozápadně od Mladé Boleslavi ve Středočeském kraji. Nachází se na horní hraně údolí Strenického potoka na západním okraji osady. Zámecký areál je chráněn jako kulturní památka.
Zámek vznikl několika přestavbami původní tvrze doložené ve druhé polovině patnáctého století. Od roku 1476 do roku 1726 patřil rodu Vančurů z Řehnic. Od nich jej získal Josef František z Vrbna, který zámek přestavěl v barokním slohu. K dalším majitelům patřili Šporkové a Vratislavové z Mitrovic. Ve dvacátém století zámek sloužil jako sirotčinec, škola, skladiště a domov pro seniory.

## Historie

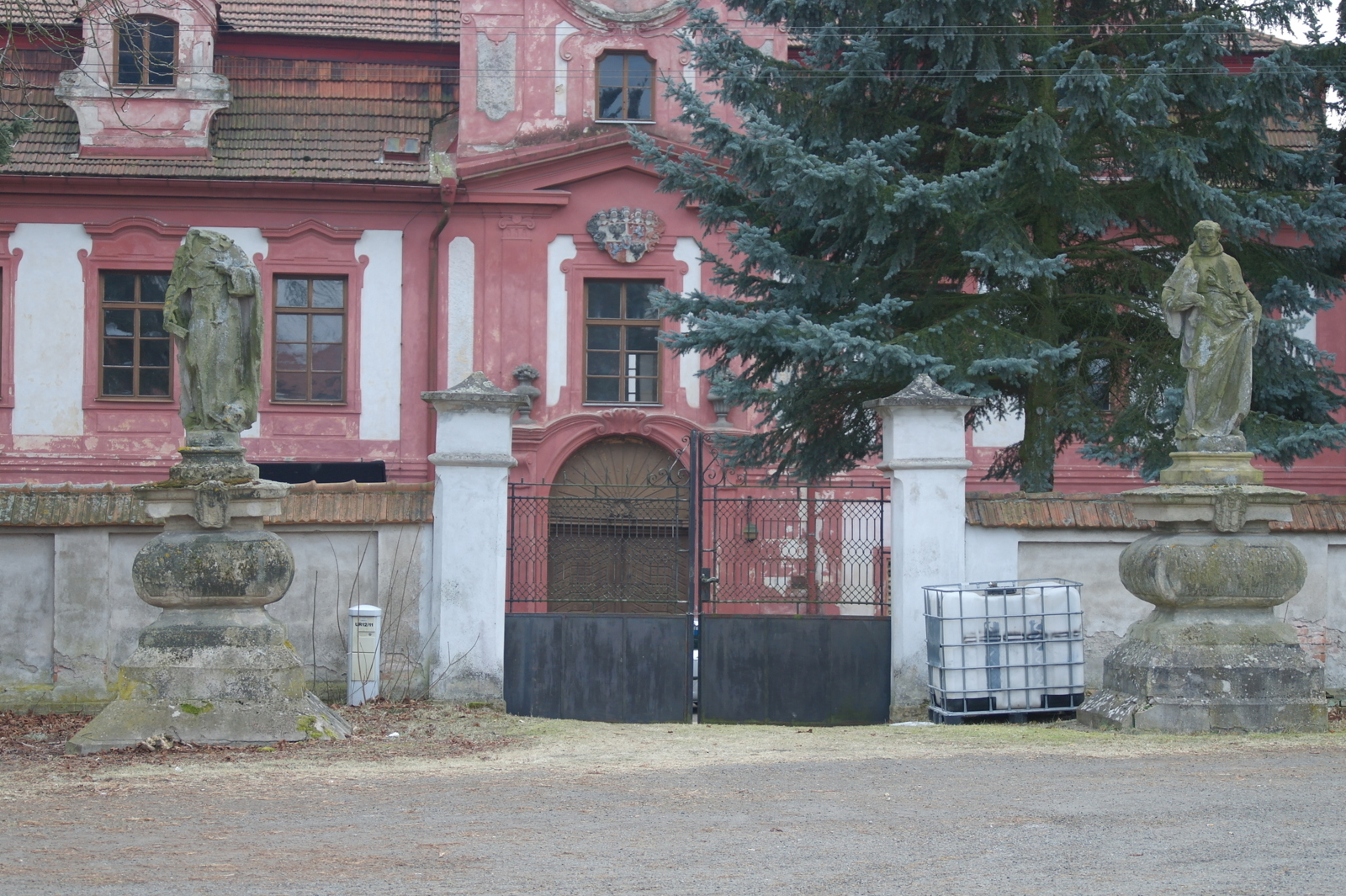
Severní brána se sochami svatého Antonína Paduánského a svatého Františka Xaverského z roku 1713

Vrchnostenské sídlo v podobě tvrze je v Krnsku poprvé doloženo k roku 1463 nebo 1464, kdy zemřel jeho majitel Zdislav z Krnska. Ke statku kromě tvrze a přilehlé vsi tehdy patřilo lebkovské popluží, pole a lesy v Zalužanech, dvůr v Dymokurech a podací právo ke kostelům svatého Jiří a svaté Kateřiny. Panství se po Zdislavově smrti stalo odúmrtí, o kterou žádali čtyři zájemci. Nakonec ji získal Jindřich z Michalovic, který tvrz připojil k Mladé Boleslavi.
Jan Tovačovský z Cimburka roku 1476 prodal Krnsko se dvorem, tvrzí a oběma kostely Janu Vančurovi z Řehnic. Jemu statek patřil nejméně do roku 1480 a od roku 1493 je jako majitel připomínán jeho syn Mikuláš Vančura z Řehnic. Ten rozšířil rodový majetek mimo jiné o Valečov, Brodce a Studénku. Mikulášovi synové si dědictví po otci rozdělili a Krnsko s díly vsí Vtelno (též Podkrnsko), Řehnice, Pětikozly, Krásná, Spikaly, Vinec a Strašnov dostal nejstarší Jan, který roku 1535 vše prodal bratrovi Jiřímu Vančurovi z Řehnic, jemuž patřily Brodce. Jiří zemřel 3. prosince 1553 a pohřben byl v Krnsku, kde se jeho náhrobní kámen dochoval do osmnáctého století. Z Jiřího osmi synů Krnsko připadlo Bedřichu Vančurovi z Řehnic. Kromě vesnice s tvrzí a dvorem mu náležela podací práva k oběma kostelům, vsi Řehnice, Pětikozly, Krásná, Spikaly, Vinec, Strašňov a Vtelno. Oženil se s Markétou Pecingárovou z Bydžína a oba zemřeli před rokem 1578.

### Sedmnácté století

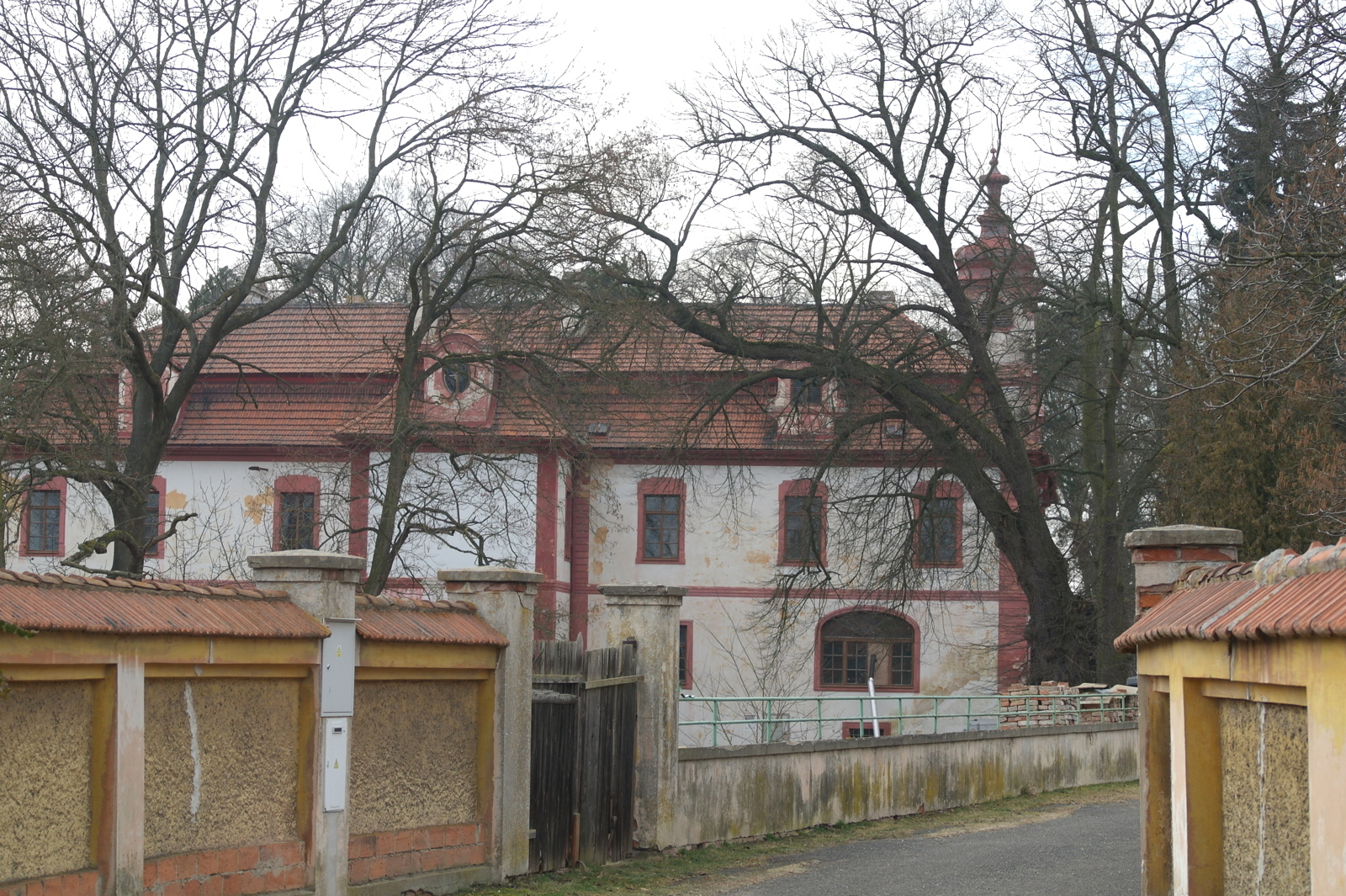
Východní křídlo

Krnsko a Solec získal Bedřichův syn Jan Vančura z Řehnic, známý jako výtržník a násilník. Zemřel v roce 1616 a ze dvou manželství měl šest synů a několik dcer. Statku se následujícího roku ujal nejstarší syn Bedřich Vančura z Řehnic. Jeho sourozenci byli nezletilí, a proto uzavřel smlouvu se svou macechou, vdovou Marií ze Solhanzu, že ona bude děti vychovávat a on jí zato bude ročně platit 400 kop míšeňských grošů, dvacet korců žita, tři věrtele hrachu, tři boleslavské věrtele ječmene, půl kopy starých slepic a dopraví jí čtyřicet sáhů dřeva z dokeských lesů do jejího domu v Mladé Boleslavi.
Někdy během šestnáctého století byla stará tvrz přestavěna na renesanční zámek. Podle popisu z roku 1650 byl tvořen starým a novým domem, v přízemí bývala kuchyně a u ní sklepy a klenuté světnice. Popis dále zmiňoval starou a novou zbrojnici, fraucimor s komorou, andělskou a velkou světnici nebo klenuté konírny.
Bedřich Vančura z Řehnic zastával pozici praporečníka v pluku hraběte Šlika, v jehož službách byl vlastním poručíkem roku 1618 zabit. Krátce poté zemřel Vilém, a z bratrů tak zůstali jen Jindřich, Zikmund a Markvart Vančurové z Řehnic. První dva dosáhli dospělosti v roce 1636, a poté se všichni rozdělili o majetek. Markvart si ponechal Krnsko, Jindřich dostal Jizerní Vtelno a Zikmund Solec. Ještě o čtyři roky dříve Markvart do Krnska pozval na oběd Jan Purkarta Korduleho ze Sloupna, který sídlil ve Vtelně. Po obědě Markvart svého hosta opakovaně napadl kordem, a dokonce na něj vystřelil. Jan Purkart většinu útoků úspěšně odrazil, ale nakonec jej Jindřich Vančura z Řehnic srazil a těžce zranil. Jan Purkart se, ačkoliv byl považován za mrtvého, ze zranění uzdravil.
Po Markvartově smrti se zbývající bratři roku 1650 rozdělili o jeho majetek. Každý dostal polovinu krnského zámku, dvoru a vsi a polovinu Pětikozel. Jeden díl držel Jindřich Heřman Vančura z Řehnic, který zemřel 15. října 1682 a v době úmrtí z jeho dětí žili jen synové Bedřich Ferdinand a Jindřich. Bedřich Ferdinand se stal bratrovým poručníkem a soudil se se svou matkou, jejíž dědictví nebylo zajištěno svatební smlouvou. Komise královských místodržících jí proto roku 1683 přiřkla částku tří tisíc kop míšeňských grošů. O rok později si Bedřich Ferdinand ponechal půlku Krnska, Pětikozel a část Krásné, zatímco Jindřich dostal Řehnice a přestěhoval se do Vtelna na sídlo založené svým otcem. Pražský dům si ponechali ve společném vlastnictví. Bedřich Ferdinand Vančura z Řehnic roku 1683 sloužil v císařském vojsku v bojích proti Turkům a uherským rebelům, kteří jej nějakou dobu drželi v zajetí.
Druhou část Krnska vlastnil Zikmund, který se oženil s Kateřinou z Řehnic, s níž měli tři syny a dcery Annu Františku a Polyxenu. Anna Františka se roku 1661 po otcově úmrtí stala poručnicí sourozenců, ale roku 1665 ji vystřídal její nejstarší bratr Jan Jindřich. Ten krátce poté zemřel a správu majetku v roce 1672 převzal druhý bratr Vilém Josef. Pro jeho duševní onemocnění však poručnictví nad nejmladším Františkem Karlem Vančurou z Řehnic roku 1675 převzal strýc Jindřich. František Karel následujícího roku dospěl a v roce 1689 od strýce Bedřicha Ferdinanda koupil druhou polovinu Krnska. Oženil se s Eleonorou z Řehnic a narodili se jim synové Jan Václav a František Karel.

### Osmnácté a devatenácté století

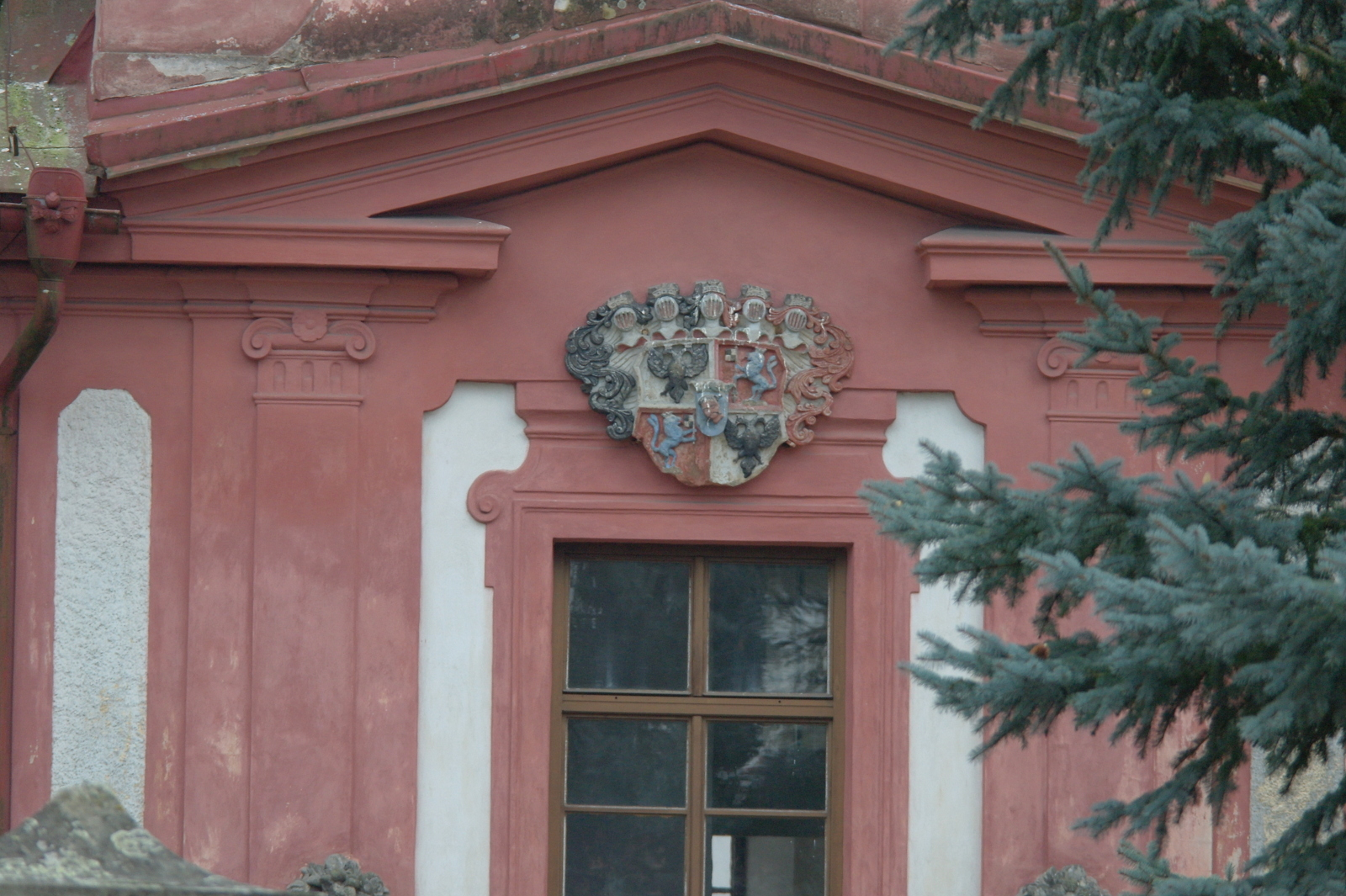
Erb Šporků nad průjezdem

Po roce 1713 Krnsko zdědil Jan Václav Vančura z Řehnic a roku 1726 je prodal hraběti Josefu Františkovi z Vrbna. V roce 1733 navíc prodal dvůr Mladotov majitelům stránovského panství.
Potomkům Josefa Františka z Vrbna Krnsko patřilo do konce osmnáctého století, kdy je koupil hrabě Jan Václav Špork. Jeho mladší syn Leopold Špork Krnsko vlastnil od roku 1804 do své smrti v roce 1841. Zemřel bezdětný, a statek proto zdědil synovec Jan Josef Špork, který zemřel v hodnosti nadporučíka v c. k. armádě. Po něm následoval syn Edvard a synovec jeho sestry hrabě Evžen Vratislav z Mitrovic, který zámek pronajal sestrám Marii Louise a Aloisii Kirschnerovým z Prahy.
Nejspíše ještě během sedmnáctého století zámek získal uzavřenou čtyřkřídlou dispozici. Vrcholně barokní přestavbu realizoval Josef František z Vrbna, ale k další pozdně barokní úpravě došlo nejspíše okolo roku 1766, kdy vznikla také krnská fara. Šporkové zámek roku 1842 opravili a nad hlavní portál nechali umístit svůj rodový erb.

### Dvacáté století

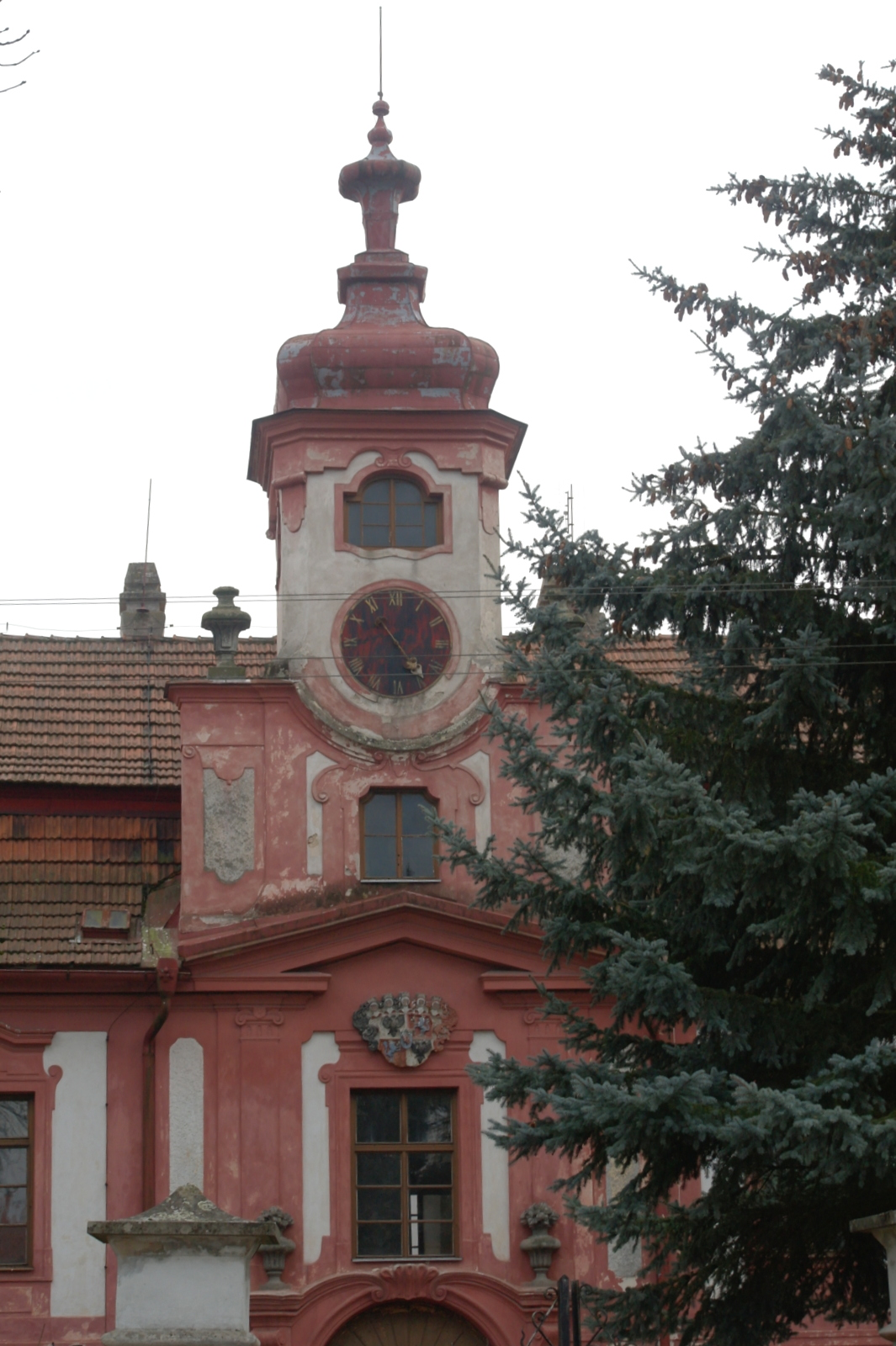
Rizalit s věží v hlavním průčelí

Od roku 1919 zámek sloužil jako sirotčinec provozovaný Podpůrným fondem legionářským, pro jehož potřeby budovu adaptoval pražský architekt Jan Pacl. Fond sirotčinec přejmenoval na Dům dětství. Pod vedením pedagoga Ferdinanda Krcha v něm zřídil pokusnou školu zaměřenou na nové metody výuky. Projekt podporovaný Vojtěchem Benešem byl roku 1923 náhle ukončen. Před druhou světovou válkou v zámku fungovala dětská ozdravovna. Po válce byli na zámku od října 1945 ubytováni mladí Němci z českého pohraničí, kterým bylo přikázáno pracovat v továrně Ladislava Kotka. Dne 15. května 1946 museli odejít zpět do pohraničí, aby mohli být vysídleni do Německa. Poté v zámku do roku 1952 sídlila učňovská škola. Ta musela areál opustit kvůli závadné vodě a o rok později si zámek pronajal Středočeský obchod s nábytkem, který jej využíval jako sklad. Od roku 1956 byla budova adaptována na domov důchodců, který byl otevřen v roce 1959. Až do roku 1982 v něm působily řádové sestry z Kongregace Šedých sester řádu svatého Františka.

## Stavební podoba
Čtyři jednopatrová zámecká křídla obklopují čtvercový dvůr. Severní stranu zdůrazňuje středový rizalit s půlkruhovým portálem a hranolovou věží zakončenou cibulovou střechou. Další rizalit s volutovým štítem se nachází v jižním průčelí. Fasády člení obdélná okna s plochými suprafenestrami. Nádvoří původně obklopovaly renesanční arkády. Dochovaly se jen na třech stranách a na severní straně byly zazděny, ale podle Emanuela Pocheho jsou arkády naopak dochované jen na jedné straně. Přízemní prostory mají valené klenby, zatímco v prvním patře jsou místnosti plochostropé. Staré opevnění tvořené valy a příkopy bylo zplanýrováno a nahrazeno anglickým parkem.
Anglický park se nachází v prostoru západně od zámecké budovy a na jihu a západě ho ohrazuje původní zeď se čtyřmi pilířovými branami. U hlavní severní brány stojí sochy svatého Antonína Paduánského a svatého Františka Xaverského. Obě nechal roku 1713 postavit Jan Václav Vančura z Řehnic. Před zámkem býval barokní hospodářský dvůr. K památkově chráněnému areálu patří zámek s ohrazením, pěti branami a oběma sochami.